# Saison 2018-2019 des Mavericks de Dallas
La saison 2018-2019 des Mavericks de Dallas est la 39e saison de la franchise en National Basketball Association (NBA).

## Draft
Les Mavericks de Dallas entrent dans la draft 2018 de la NBA avec trois choix en attendant des éventuels échanges. 
| Tour | Choix | Joueur        | Poste | Nationalité | Provenance            |
| ---- | ----- | ------------- | ----- | ----------- | --------------------- |
| 1    | 5     | Trae Young    | G     | États-Unis  | Sooners de l'Oklahoma |
| 2    | 34    | Jalen Brunson | G     | États-Unis  | Wildcats de Villanova |
| 2    | 54    | Shake Milton  | G     | États-Unis  | Mustangs de SMU       |

## Matchs

### Summer League
| Summer League Total: 3-2 |

| Match | Date match | Équipe       | Score   | Meilleur marqueur      | Meilleur rebondeur     | Meilleur passeur      | Lieux Spectateurs    | Série |
| ----- | ---------- | ------------ | ------- | ---------------------- | ---------------------- | --------------------- | -------------------- | ----- |
| 1     | 6 juillet  | Phoenix      | D 85-92 | Jalen Jones (16)       | Jalen Jones (11)       | Dennis Smith Jr. (5)  | Thomas & Mack Center | 0 - 1 |
| 2     | 8 juillet  | Milwaukee    | V 81-78 | Johnathan Motley (20)  | Jalen Jones (9)        | Dennis Smith Jr. (7)  | Cox Pavilion         | 1 - 1 |
| 3     | 9 juillet  | Golden State | V 91-71 | Phil Greene (16)       | Ray Spalding (9)       | Jalen Brunson (8)     | Thomas & Mack Center | 2 - 1 |
| 4     | 11 juillet | Chicago      | D 83-95 | Kyle Collinsworth (14) | Kyle Collinsworth (10) | Jalen Brunson (7)     | Thomas & Mack Center | 2 - 2 |
| 5     | 13 juillet | Washington   | V 96-92 | Adams, Jones (21)      | Adams, Spalding (8)    | Kyle Collinsworth (4) | Cox Pavilion         | 3 - 2 |

### Pré-saison
| Pré-saison Total: 2-2 (Domicile : 1-1 ; Extérieur : 1-1) |

| Match | Date match   | Équipe         | Score     | Meilleur marqueur      | Meilleur rebondeur  | Meilleur passeur       | Lieux Spectateurs                  | Série |
| ----- | ------------ | -------------- | --------- | ---------------------- | ------------------- | ---------------------- | ---------------------------------- | ----- |
| 1     | 29 septembre | Beijing        | V 116-63  | Dončić, Smith Jr. (16) | Jordan, Kleber (8)  | Dennis Smith Jr. (6)   | American Airlines Center           | 1 - 0 |
| 2     | 5 octobre    | @ Philadelphie | D 114-120 | Dennis Smith Jr. (23)  | Maxi Kleber (7)     | José Juan Barea (9)    | Mercedes-Benz Arena                | 1 - 1 |
| 3     | 8 octobre    | @ Philadelphie | V 115-112 | Luka Dončić (15)       | Maxi Kleber (7)     | Dončić, Smith Jr. (16) | Shenzhen Universiade Sports Centre | 2 - 1 |
| 4     | 12 octobre   | Charlotte      | D 118-123 | Dončić, Jordan (18)    | DeAndre Jordan (12) | Wesley Matthews (5)    | American Airlines Center           | 2 - 2 |

### Saison régulière
| Saison régulière Total: 33-49 (Domicile : 24-17 ; Extérieur : 9-32) |

| Match | Date match | Équipe        | Score     | Meilleur marqueur     | Meilleur rebondeur  | Meilleur passeur      | Lieux                      | Série |
| ----- | ---------- | ------------- | --------- | --------------------- | ------------------- | --------------------- | -------------------------- | ----- |
| 1     | 17 octobre | @ Phoenix     | D 100-121 | Dwight Powell (16)    | DeAndre Jordan (12) | José Juan Barea (10)  | Talking Stick Resort Arena | 0 - 1 |
| 2     | 20 octobre | Minnesota     | V 140-136 | Luka Dončić (26)      | DeAndre Jordan (10) | José Juan Barea (11)  | American Airlines Center   | 1 - 1 |
| 3     | 22 octobre | Chicago       | V 115-109 | Wesley Matthews (20)  | DeAndre Jordan (16) | Luka Dončić (6)       | American Airlines Center   | 2 - 1 |
| 4     | 24 octobre | @ Atlanta     | D 104-111 | Wesley Matthews (23)  | DeAndre Jordan (16) | José Juan Barea (9)   | Philips Arena              | 2 - 2 |
| 5     | 26 octobre | @ Toronto     | D 107-116 | Luka Dončić (22)      | DeAndre Jordan (15) | DeAndre Jordan (5)    | Scotiabank Arena           | 2 - 3 |
| 6     | 28 octobre | Utah          | D 104-113 | Dennis Smith Jr. (27) | DeAndre Jordan (19) | DeAndre Jordan (9)    | American Airlines Center   | 2 - 4 |
| 7     | 29 octobre | @ San Antonio | D 108-113 | Luka Dončić (31)      | DeAndre Jordan (19) | Dončić, Smith Jr. (4) | AT&T Center                | 2 - 5 |
| 8     | 31 octobre | @ L.A. Lakers | D 113-114 | Wesley Matthews (21)  | DeAndre Jordan (12) | José Juan Barea (10)  | Staples Center             | 2 - 6 |

| Match | Date match  | Équipe        | Score     | Meilleur marqueur     | Meilleur rebondeur   | Meilleur passeur     | Lieux                    | Série   |
| ----- | ----------- | ------------- | --------- | --------------------- | -------------------- | -------------------- | ------------------------ | ------- |
| 9     | 2 novembre  | New York      | D 106-118 | Dennis Smith Jr. (23) | DeAndre Jordan (10)  | Barea, Dončić (6)    | American Airlines Center | 2 - 7   |
| 10    | 6 novembre  | Washington    | V 119-100 | Luka Dončić (23)      | Harrison Barnes (13) | José Juan Barea (8)  | American Airlines Center | 3 - 7   |
| 11    | 7 novembre  | @ Utah        | D 102-117 | Luka Dončić (24)      | DeAndre Jordan (12)  | Wesley Matthews (4)  | Vivint Smart Home Arena  | 3 - 8   |
| 12    | 10 novembre | Oklahoma City | V 111-96  | Luka Dončić (22)      | DeAndre Jordan (9)   | Luka Dončić (8)      | American Airlines Center | 4 - 8   |
| 13    | 12 novembre | @ Chicago     | V 103-98  | Harrison Barnes (23)  | DeAndre Jordan (16)  | José Juan Barea (5)  | United Center            | 5 - 8   |
| 14    | 14 novembre | Utah          | V 118-68  | Harrison Barnes (19)  | DeAndre Jordan (10)  | José Juan Barea (5)  | American Airlines Center | 6 - 8   |
| 15    | 17 novembre | Golden State  | V 112-109 | Luka Dončić (24)      | DeAndre Jordan (10)  | Dennis Smith Jr. (6) | American Airlines Center | 7 - 8   |
| 16    | 19 novembre | @ Memphis     | D 88-98   | Dennis Smith Jr. (19) | DeAndre Jordan (20)  | Dennis Smith Jr. (5) | FedExForum               | 7 - 9   |
| 17    | 21 novembre | Brooklyn      | V 119-113 | Harrison Barnes (28)  | DeAndre Jordan (14)  | José Juan Barea (7)  | American Airlines Center | 8 - 9   |
| 18    | 24 novembre | Boston        | V 113-104 | Barea, Barnes (20)    | DeAndre Jordan (13)  | Barea, Dončić (8)    | American Airlines Center | 9 - 9   |
| 19    | 28 novembre | @ Houston     | V 128-108 | Dončić, Harris (20)   | DeAndre Jordan (7)   | José Juan Barea (12) | Toyota Center            | 10 - 9  |
| 20    | 30 novembre | @ L.A. Lakers | D 103-114 | Harrison Barnes (29)  | DeAndre Jordan (12)  | Luka Dončić (5)      | Staples Center           | 10 - 10 |

| Match | Date match  | Équipe             | Score          | Meilleur marqueur     | Meilleur rebondeur  | Meilleur passeur     | Lieux                      | Série   |
| ----- | ----------- | ------------------ | -------------- | --------------------- | ------------------- | -------------------- | -------------------------- | ------- |
| 21    | 2 décembre  | L.A. Clippers      | V 114-110      | Harrison Barnes (30)  | DeAndre Jordan (23) | Dennis Smith Jr. (5) | American Airlines Center   | 11 - 10 |
| 22    | 4 décembre  | Portland           | V 111-102      | Luka Dončić (21)      | DeAndre Jordan (16) | Dennis Smith Jr. (9) | American Airlines Center   | 12 - 10 |
| 23    | 5 décembre  | @ Nouvelle-Orléans | V 106-132      | Harrison Barnes (16)  | Dwight Powell (10)  | Jalen Brunson (7)    | Smoothie King Center       | 12 - 11 |
| 24    | 8 décembre  | Houston            | V 107-104      | Dončić, Matthews (21) | DeAndre Jordan (20) | José Juan Barea (4)  | American Airlines Center   | 13 - 11 |
| 25    | 10 décembre | Orlando            | V 101-76       | Harrison Barnes (19)  | Luka Dončić (11)    | Luka Dončić (9)      | American Airlines Center   | 14 - 11 |
| 26    | 12 décembre | Atlanta            | V 114-107      | Harrison Barnes (25)  | DeAndre Jordan (11) | Luka Dončić (6)      | American Airlines Center   | 15 - 11 |
| 27    | 13 décembre | @ Phoenix          | D 89-99        | Harrison Barnes (15)  | DeAndre Jordan (15) | Luka Dončić (6)      | Talking Stick Resort Arena | 15 - 12 |
| 28    | 16 décembre | Sacramento         | D 113-120      | Luka Dončić (28)      | DeAndre Jordan (23) | Luka Dončić (9)      | American Airlines Center   | 15 - 13 |
| 29    | 18 décembre | @ Denver           | D 118-126      | Harrison Barnes (30)  | DeAndre Jordan (12) | Luka Dončić (12)     | Pepsi Center               | 15 - 14 |
| 30    | 20 décembre | @ L.A. Clippers    | D 121-125      | Luka Dončić (32)      | DeAndre Jordan (22) | José Juan Barea (8)  | Staples Center             | 15 - 15 |
| 31    | 22 décembre | @ Golden State     | D 116-120      | Wesley Matthews (25)  | DeAndre Jordan (23) | José Juan Barea (6)  | Oracle Arena               | 15 - 16 |
| 32    | 23 décembre | @ Portland         | D 118-121 (OT) | Harrison Barnes (27)  | Luka Dončić (11)    | José Juan Barea (8)  | Moda Center                | 15 - 17 |
| 33    | 26 décembre | Nouvelle-Orléans   | V 122-119      | Luka Dončić (21)      | DeAndre Jordan (12) | Luka Dončić (10)     | American Airlines Center   | 16 - 17 |
| 34    | 28 décembre | @ Nouvelle-Orléans | D 112-114      | Luka Dončić (34)      | DeAndre Jordan (15) | Trois joueurs (4)    | Smoothie King Center       | 16 - 18 |
| 35    | 30 décembre | Oklahoma City      | V 105-103      | Luka Dončić (25)      | DeAndre Jordan (17) | José Juan Barea (10) | American Airlines Center   | 17 - 18 |
| 36    | 31 décembre | @ Oklahoma City    | D 102-122      | Harrison Barnes (25)  | DeAndre Jordan (10) | José Juan Barea (8)  | Chesapeake Energy Arena    | 17 - 19 |

| Match | Date match | Équipe         | Score     | Meilleur marqueur    | Meilleur rebondeur    | Meilleur passeur      | Lieux                    | Série   |
| ----- | ---------- | -------------- | --------- | -------------------- | --------------------- | --------------------- | ------------------------ | ------- |
| 37    | 2 janvier  | @ Charlotte    | V 122-84  | Dončić, Smith (18)   | DeAndre Jordan (13)   | Dennis Smith Jr. (7)  | Spectrum Center          | 18 - 19 |
| 38    | 4 janvier  | @ Boston       | D 93-114  | Harrison Barnes (20) | DeAndre Jordan (15)   | Luka Dončić (4)       | TD Garden                | 18 - 20 |
| 39    | 5 janvier  | @ Philadelphie | D 100-106 | Wesley Matthews (18) | Jalen Brunson (11)    | Jalen Brunson (8)     | Wells Fargo Center       | 18 - 21 |
| 40    | 7 janvier  | L.A. Lakers    | D 97-107  | Luka Dončić (27)     | DeAndre Jordan (19)   | José Juan Barea (3)   | American Airlines Center | 18 - 22 |
| 41    | 9 janvier  | Phoenix        | V 104-94  | Luka Dončić (30)     | Maximilian Kleber (9) | Dončić, Matthews (5)  | American Airlines Center | 19 - 22 |
| 42    | 11 janvier | @ Minnesota    | V 119-115 | Luka Dončić (29)     | DeAndre Jordan (15)   | Luka Dončić (12)      | Target Center            | 20 - 22 |
| 43    | 13 janvier | Golden State   | D 114-119 | Luka Dončić (26)     | DeAndre Jordan (14)   | Dončić, Matthews (5)  | American Airlines Center | 20 - 23 |
| 44    | 16 janvier | San Antonio    | D 101-105 | Luka Dončić (25)     | DeAndre Jordan (9)    | Luka Dončić (8)       | American Airlines Center | 20 - 24 |
| 45    | 19 janvier | @ Indiana      | D 99-111  | Harrison Barnes (20) | DeAndre Jordan (16)   | Luka Dončić (6)       | Bankers Life Fieldhouse  | 20 - 25 |
| 46    | 21 janvier | @ Milwaukee    | D 106-116 | Luka Dončić (18)     | DeAndre Jordan (15)   | Luka Dončić (10)      | Fiserv Forum             | 20 - 26 |
| 47    | 22 janvier | L.A. Clippers  | V 106-98  | Harrison Barnes (20) | DeAndre Jordan (16)   | Luka Dončić (6)       | American Airlines Center | 21 - 26 |
| 48    | 25 janvier | Détroit        | V 106-101 | Luka Dončić (32)     | DeAndre Jordan (11)   | Luka Dončić (8)       | American Airlines Center | 22 - 26 |
| 49    | 27 janvier | Toronto        | D 120-123 | Luka Dončić (35)     | Luka Dončić (12)      | Luka Dončić (10)      | American Airlines Center | 22 - 27 |
| 50    | 30 janvier | @ New York     | V 114-90  | Harrison Barnes (19) | Dennis Smith Jr. (10) | Dennis Smith Jr. (15) | Madison Square Garden    | 23 - 27 |
| 51    | 31 janvier | @ Détroit      | D 89-93   | Harrison Barnes (27) | Salah Mejri (9)       | Jalen Brunson (6)     | Little Caesars Arena     | 23 - 28 |

| Match                  | Date match | Équipe          | Score     | Meilleur marqueur      | Meilleur rebondeur        | Meilleur passeur    | Lieux                    | Série   |
| ---------------------- | ---------- | --------------- | --------- | ---------------------- | ------------------------- | ------------------- | ------------------------ | ------- |
| 52                     | 2 février  | @ Cleveland     | V 111-98  | Luka Dončić (35)       | Luka Dončić (11)          | Luka Dončić (6)     | Quicken Loans Arena      | 24 - 28 |
| 53                     | 6 février  | Charlotte       | V 99-93   | Luka Dončić (19)       | Dwight Powell (12)        | Luka Dončić (11)    | American Airlines Center | 25 - 28 |
| 54                     | 8 février  | Milwaukee       | D 107-122 | Luka Dončić (20)       | Dwight Powell (8)         | Trey Burke (5)      | American Airlines Center | 25 - 29 |
| 55                     | 10 février | Portland        | V 102-101 | Luka Dončić (28)       | Luka Dončić (9)           | Jalen Brunson (7)   | American Airlines Center | 26 - 29 |
| 56                     | 11 février | @ Houston       | D 104-120 | Luka Dončić (21)       | Luka Dončić (10)          | Luka Dončić (8)     | Toyota Center            | 26 - 30 |
| 57                     | 13 février | Miami           | D 101-112 | Tim Hardaway, Jr. (20) | Luka Dončić (12)          | Luka Dončić (9)     | American Airlines Center | 26 - 31 |
| NBA All-Star Game 2019 |            |                 |           |                        |                           |                     |                          |         |
| 58                     | 22 février | Denver          | D 104-114 | Jalen Brunson (22)     | Dorian Finney-Smith (9)   | Brunson, Harris (5) | American Airlines Center | 26 - 32 |
| 59                     | 23 février | @ Utah          | D 109-125 | Tim Hardaway, Jr. (21) | Trey Burke (7)            | Dwight Powell (5)   | Vivint Smart Home Arena  | 26 - 33 |
| 60                     | 25 février | @ L.A. Clippers | D 112-121 | Luka Dončić (28)       | Dončić, Finney-Smith (10) | Luka Dončić (10)    | Staples Center           | 26 - 34 |
| 61                     | 27 février | Indiana         | V 110-101 | Luka Dončić (26)       | Luka Dončić (10)          | Luka Dončić (7)     | American Airlines Center | 27 - 34 |

| Match | Date match | Équipe           | Score     | Meilleur marqueur      | Meilleur rebondeur       | Meilleur passeur  | Lieux                    | Série   |
| ----- | ---------- | ---------------- | --------- | ---------------------- | ------------------------ | ----------------- | ------------------------ | ------- |
| 62    | 2 mars     | Memphis          | D 81-111  | Luka Dončić (22)       | Dwight Powell (8)        | Dwight Powell (4) | American Airlines Center | 27 - 35 |
| 63    | 4 mars     | @ Brooklyn       | D 88-127  | Dwight Powell (20)     | Dončić, Powell (6)       | Dwight Powell (6) | Barclays Center          | 27 - 36 |
| 64    | 6 mars     | @ Washington     | D 123-132 | Luka Dončić (31)       | Luka Dončić (11)         | Jalen Brunson (8) | Capital One Arena        | 27 - 37 |
| 65    | 8 mars     | @ Orlando        | D 106-111 | Luka Dončić (24)       | Luka Dončić (8)          | Jalen Brunson (9) | Amway Center             | 27 - 38 |
| 66    | 10 mars    | Houston          | D 93-94   | Luka Dončić (19)       | Luka Dončić (15)         | Luka Dončić (9)   | American Airlines Center | 27 - 39 |
| 67    | 12 mars    | San Antonio      | D 105-112 | Jalen Brunson (34)     | Powell, Finney-Smith (7) | Luka Dončić (7)   | American Airlines Center | 27 - 40 |
| 68    | 14 mars    | @ Denver         | D 99-100  | Luka Dončić (24)       | Dončić, Kleber (11)      | Luka Dončić (9)   | Pepsi Center             | 27 - 41 |
| 69    | 16 mars    | Cleveland        | V 121-116 | Tim Hardaway, Jr. (22) | Maximilian Kleber (12)   | Devin Harris (9)  | American Airlines Center | 28 - 41 |
| 70    | 18 mars    | Nouvelle-Orléans | D 125-129 | Luka Dončić (29)       | Luka Dončić (13)         | Luka Dončić (10)  | American Airlines Center | 28 - 42 |
| 71    | 20 mars    | @ Portland       | D 118-126 | Luka Dončić (24)       | Dwight Powell (9)        | Luka Dončić (6)   | Moda Center              | 28 - 43 |
| 72    | 21 mars    | @ Sacramento     | D 100-116 | Justin Jackson (19)    | Luka Dončić (10)         | Dwight Powell (5) | Golden 1 Center          | 28 - 44 |
| 73    | 23 mars    | @ Golden State   | V 126-91  | Luka Dončić (23)       | Luka Dončić (11)         | Luka Dončić (10)  | Oracle Arena             | 29 - 44 |
| 74    | 26 mars    | Sacramento       | D 121-125 | Luka Dončić (28)       | Dwight Powell (13)       | Luka Dončić (12)  | American Airlines Center | 29 - 45 |
| 75    | 28 mars    | @ Miami          | D 99-105  | Luka Dončić (19)       | Maximilian Kleber (10)   | Luka Dončić (7)   | American Airlines Arena  | 29 - 46 |
| 76    | 31 mars    | @ Oklahoma City  | V 106-103 | Trey Burke (25)        | Dirk Nowitzki (13)       | Trey Burke (8)    | Chesapeake Energy Arena  | 30 - 46 |

| Match | Date match | Équipe        | Score          | Meilleur marqueur   | Meilleur rebondeur       | Meilleur passeur   | Lieux                    | Série   |
| ----- | ---------- | ------------- | -------------- | ------------------- | ------------------------ | ------------------ | ------------------------ | ------- |
| 77    | 1er avril  | Philadelphie  | V 122-102      | Justin Jackson (24) | Salah Mejri (14)         | Jalen Brunson (7)  | American Airlines Center | 31 - 46 |
| 78    | 3 avril    | Minnesota     | D 108-110      | Luka Dončić (27)    | Luka Dončić (12)         | Luka Dončić (6)    | American Airlines Center | 31 - 47 |
| 79    | 5 avril    | Memphis       | D 112-122      | Courtney Lee (21)   | Dirk Nowitzki (7)        | Courtney Lee (7)   | American Airlines Center | 31 - 48 |
| 80    | 7 avril    | @ Memphis     | V 129-127 (OT) | Trey Burke (24)     | Dorian Finney-Smith (13) | Jalen Brunson (10) | FedExForum               | 32 - 48 |
| 81    | 9 avril    | Phoenix       | V 120-109      | Dirk Nowitzki (30)  | Luka Dončić (16)         | Luka Dončić (11)   | American Airlines Center | 33 - 48 |
| 82    | 10 avril   | @ San Antonio | D 94-105       | Dirk Nowitzki (20)  | Dwight Powell (11)       | Jalen Brunson (10) | AT&T Center              | 33 - 49 |

### Confrontations en saison régulière
| Conférence Est      | Conférence Est                              | Conférence Est                              | Conférence Ouest                            | Conférence Ouest                            | Conférence Ouest                            | Conférence Ouest                            | Conférence Ouest                            |
| Division Atlantique | Division Atlantique                         | Division Atlantique                         | Division Nord-Ouest                         | Division Nord-Ouest                         | Division Nord-Ouest                         | Division Nord-Ouest                         | Division Nord-Ouest                         |
| Équipe              | Domicile                                    | Extérieur                                   | Équipe                                      | Domicile                                    | Domicile                                    | Extérieur                                   | Extérieur                                   |
| ------------------- | ------------------------------------------- | ------------------------------------------- | ------------------------------------------- | ------------------------------------------- | ------------------------------------------- | ------------------------------------------- | ------------------------------------------- |
| Boston              | 113-104                                     | 93-114                                      | Denver                                      | 104-114                                     |                                             | 118-126                                     | 99-100                                      |
| Brooklyn            | 119-113                                     | 88-127                                      | Minnesota                                   | 140-136                                     | 108-110                                     | 119-115                                     |                                             |
| New York            | 106-118                                     | 114-90                                      | Oklahoma City                               | 111-96                                      | 105-103                                     | 102-122                                     | 106-103                                     |
| Philadelphie        | 122-102                                     | 100-106                                     | Portland                                    | 111-102                                     | 102-101                                     | 118-121 (OT)                                | 118-126                                     |
| Toronto             | 120-123                                     | 107-116                                     | Utah                                        | 104-113                                     | 118-68                                      | 102-117                                     | 109-125                                     |
|                     | 3–2                                         | 1–4                                         |                                             | 6–3                                         | 6–3                                         | 2–7                                         | 2–7                                         |
| Division            | 4–6                                         | 4–6                                         | Division                                    | 8–10                                        | 8–10                                        | 8–10                                        | 8–10                                        |
| Division Atlantique | Division Atlantique                         | Division Atlantique                         | Division Nord-Ouest                         | Division Nord-Ouest                         | Division Nord-Ouest                         | Division Nord-Ouest                         | Division Nord-Ouest                         |
| Équipe              | Domicile                                    | Extérieur                                   | Équipe                                      | Domicile                                    | Domicile                                    | Extérieur                                   | Extérieur                                   |
| Chicago             | 115-109                                     | 103-98                                      | Golden State                                | 112-109                                     | 114-119                                     | 116-120                                     | 126-91                                      |
| Cleveland           | 121-116                                     | 111-98                                      | L.A. Clippers                               | 114-110                                     | 106-98                                      | 121-125                                     | 112-121                                     |
| Detroit             | 106-101                                     | 89-93                                       | L.A. Lakers                                 | 97-107                                      |                                             | 113-114                                     | 103-114                                     |
| Indiana             | 110-101                                     | 99-111                                      | Phoenix                                     | 104-94                                      | 120-109                                     | 100-121                                     | 89-99                                       |
| Milwaukee           | 107-122                                     | 106-116                                     | Sacramento                                  | 113-120                                     | 121-125                                     | 100-116                                     |                                             |
|                     | 4–1                                         | 2–3                                         |                                             | 5–4                                         | 5–4                                         | 1–8                                         | 1–8                                         |
| Division            | 6–4                                         | 6–4                                         | Division                                    | 6–12                                        | 6–12                                        | 6–12                                        | 6–12                                        |
| Division Atlantique | Division Atlantique                         | Division Atlantique                         | Division Nord-Ouest                         | Division Nord-Ouest                         | Division Nord-Ouest                         | Division Nord-Ouest                         | Division Nord-Ouest                         |
| Équipe              | Domicile                                    | Extérieur                                   | Équipe                                      | Domicile                                    | Domicile                                    | Extérieur                                   | Extérieur                                   |
| Atlanta             | 114-107                                     | 104-111                                     |                                             |                                             |                                             |                                             |                                             |
| Charlotte           | 99-93                                       | 122-84                                      | Houston                                     | 107-104                                     | 93-94                                       | 128-108                                     | 104-120                                     |
| Miami               | 101-112                                     | 99-105                                      | Memphis                                     | 81-111                                      | 112-122                                     | 88-98                                       | 129-127 (OT)                                |
| Orlando             | 101-76                                      | 106-111                                     | New Orleans                                 | 122-119                                     | 125-129                                     | 106-132                                     | 112-114                                     |
| Washington          | 119-100                                     | 123-132                                     | San Antonio                                 | 101-105                                     | 105-112                                     | 108-113                                     | 94-105                                      |
|                     | 4–1                                         | 1–4                                         |                                             | 2–6                                         | 2–6                                         | 2–6                                         | 2–6                                         |
| Division            | 5–5                                         | 5–5                                         | Division                                    | 4–12                                        | 4–12                                        | 4–12                                        | 4–12                                        |
| Conférence          | 15–15 (Domicile : 11–4 ; Extérieur : 4–11)  | 15–15 (Domicile : 11–4 ; Extérieur : 4–11)  | Conférence                                  | 18–34 (Domicile : 13–13 ; Extérieur : 5–21) | 18–34 (Domicile : 13–13 ; Extérieur : 5–21) | 18–34 (Domicile : 13–13 ; Extérieur : 5–21) | 18–34 (Domicile : 13–13 ; Extérieur : 5–21) |
| Total               | 34–49 (Domicile : 24–17 ; Extérieur : 9–32) | 34–49 (Domicile : 24–17 ; Extérieur : 9–32) | 34–49 (Domicile : 24–17 ; Extérieur : 9–32) | 34–49 (Domicile : 24–17 ; Extérieur : 9–32) | 34–49 (Domicile : 24–17 ; Extérieur : 9–32) | 34–49 (Domicile : 24–17 ; Extérieur : 9–32) | 34–49 (Domicile : 24–17 ; Extérieur : 9–32) |

## Classements de la saison régulière
| Conférence Ouest | Conférence Ouest                | Conférence Ouest | Conférence Ouest | Conférence Ouest | Conférence Ouest | Conférence Ouest | Conférence Ouest |
| No               | Franchise                       | Vic.             | Def.             | MJ               | V/D              | GB               |                  |
| ---------------- | ------------------------------- | ---------------- | ---------------- | ---------------- | ---------------- | ---------------- | ---------------- |
| 1                | Warriors de Golden State T      | 57               | 25               | 82               | .695             | –                |                  |
| 2                | Nuggets de Denver               | 54               | 28               | 82               | .659             | 3                |                  |
| 3                | Trail Blazers de Portland       | 53               | 29               | 82               | .646             | 4                |                  |
| 4                | Rockets de Houston              | 53               | 29               | 82               | .646             | 4                |                  |
| 5                | Jazz de l'Utah                  | 50               | 32               | 82               | .610             | 7                |                  |
| 6                | Thunder d'Oklahoma City         | 49               | 33               | 82               | .598             | 8                |                  |
| 7                | Spurs de San Antonio            | 48               | 34               | 82               | .585             | 9                |                  |
| 8                | Clippers de Los Angeles         | 48               | 34               | 82               | .585             | 9                |                  |
|                  |                                 |                  |                  |                  |                  |                  |                  |
| 9                | Kings de Sacramento             | 39               | 43               | 82               | .476             | 18               |                  |
| 10               | Lakers de Los Angeles           | 37               | 45               | 82               | .451             | 20               |                  |
| 11               | Timberwolves du Minnesota       | 36               | 46               | 82               | .439             | 21               |                  |
| 12               | Grizzlies de Memphis            | 33               | 49               | 82               | .402             | 24               |                  |
| 13               | Pelicans de La Nouvelle-Orléans | 33               | 49               | 82               | .402             | 24               |                  |
| 14               | Mavericks de Dallas             | 33               | 49               | 82               | .402             | 24               |                  |
| 15               | Suns de Phoenix                 | 19               | 63               | 82               | .232             | 38               |                  |

| Division Sud-Ouest            | V  | D  | MJ | V/D  | GB | Dom   | Ext   | Div  |
| ----------------------------- | -- | -- | -- | ---- | -- | ----- | ----- | ---- |
| Rockets de Houston (4)        | 53 | 29 | 82 | .646 | –  | 31–10 | 22–19 | 10–6 |
| Spurs de San Antonio (7)      | 48 | 34 | 82 | .585 | 5  | 32–9  | 16–25 | 10–6 |
| Grizzlies de Memphis (12)     | 33 | 49 | 82 | .402 | 20 | 21–20 | 12–29 | 8–8  |
| Pelicans de Nlle-Orléans (13) | 33 | 49 | 82 | .402 | 20 | 19–22 | 14–27 | 8–8  |
| Mavericks de Dallas (14)      | 33 | 49 | 82 | .402 | 20 | 24–17 | 9–32  | 4–12 |

## Effectif

### Effectif actuel
| Mavericks de Dallas Effectif en fin de saison régulière |    |                        |                               |                            |
| Entraîneur : Rick Carlisle                              |    |                        |                               |                            |
| Ailier fort                                             | 37 | /                      | Kóstas Antetokoúnmpo (R) (TW) | Dayton                     |
| Meneur                                                  | 5  | Drapeau de Porto Rico  | José Juan Barea               | Northeastern               |
| Arrière / Ailier                                        | 45 | Drapeau de l'Australie | Ryan Broekhoff (R)            | Lokomotiv Kouban-Krasnodar |
| Meneur                                                  | 13 | Drapeau des États-Unis | Jalen Brunson (R)             | Villanova                  |
| Meneur                                                  | 23 | Drapeau des États-Unis | Trey Burke                    | Michigan                   |
| Meneur / Arrière / Ailier                               | 77 |                        | Luka Dončić (R)               | Real Madrid                |
| Ailier                                                  | 10 | Drapeau des États-Unis | Dorian Finney-Smith           | Florida                    |
| Arrière                                                 | 11 | Drapeau des États-Unis | Tim Hardaway, Jr.             | Michigan                   |
| Meneur / Arrière                                        | 34 | Drapeau des États-Unis | Devin Harris                  | Wisconsin                  |
| Ailier                                                  | 44 | Drapeau des États-Unis | Justin Jackson                | North Carolina             |
| Ailier fort                                             | 42 | Drapeau de l'Allemagne | Maxi Kleber                   | Bayern Munich              |
| Arrière                                                 | 1  | Drapeau des États-Unis | Courtney Lee                  | Western Kentucky           |
| Meneur / Arrière                                        | 3  | Drapeau des États-Unis | Daryl Macon (R) (TW)          | Arkansas                   |
| Pivot                                                   | 50 | Drapeau de la Tunisie  | Salah Mejri                   | Real Madrid                |
| Ailier fort                                             | 41 | Drapeau de l'Allemagne | Dirk Nowitzki                 | S.Oliver Würzbourg         |
| Ailier fort / Pivot                                     | 6  | Drapeau de la Lettonie | Kristaps Porziņģis            | CDB Séville                |
| Ailier fort / Pivot                                     | 7  | Drapeau du Canada      | Dwight Powell                 | Stanford                   |
| (R) - Rookie, (TW) - Two-way contract, Blessé           |    |                        |                               |                            |

## Transactions

### Échanges
| 21 juin 2018 (Jour de la draft) | A Mavericks de DallasDroits sur Luka Dončić (#3)                                                                        | A Hawks d'AtlantaDroits sur Trae Young (#5) Premier tour de draft 2019 (protégé)                                                    |
| 21 juin 2018 (Jour de la draft) | A Mavericks de DallasDroits sur Ray Spalding (#56) Droits sur Kóstas Antetokoúnmpo (#60)                                | A 76ers de PhiladelphieDroits sur Shake Milton (#54)                                                                                |
| 23 juillet 2018                 | A Mavericks de DallasDroits sur Maarty Leunen (2004 #54) Compensation financière de 50,000 $                            | A Clippers de Los AngelesJohnathan Motley (Two-way contract) Droits sur Renaldas Seibutis (2007 #50)                                |
| 2 août 2018                     | A Mavericks de DallasChinanu Onuaku Droit d'échange du second tour de draft 2020 Compensation financière de 1 544 951 $ | A Rockets de HoustonDroits sur Maarty Leunen (2004 #54)                                                                             |
| 31 janvier 2019                 | A Mavericks de DallasTrey Burke Tim Hardaway, Jr. Courtney Lee Kristaps Porziņģis                                       | A Knicks de New YorkDeAndre Jordan Wesley Matthews Dennis Smith Jr. Premier tour de draft 2021 Premier tour de draft 2023 (protégé) |
| 7 février 2019                  | A Mavericks de DallasJustin Jackson Zach Randolph                                                                       | A Kings de SacramentoHarrison Barnes                                                                                                |

### Joueurs qui re-signent
| Date       | Joueur        | Contrat                                           |
| ---------- | ------------- | ------------------------------------------------- |
| 23/07/2018 | Dirk Nowitzki | Contrat de 5 000 000 $ sur 1 an.                  |
| 03/08/2018 | Salah Mejri   | Contrat de 1 567 007 $ sur 1 an.                  |
| 10/02/2019 | Salah Mejri   | Contrat de 531 189 $ jusqu'à la fin de la saison. |

### Options dans les contrats
| Date       | Joueur           | Option                                                                      |
| ---------- | ---------------- | --------------------------------------------------------------------------- |
| 29/06/2018 | Dirk Nowitzki    | Dallas décline son option d'équipe de 5 000 000 $ pour la saison 2018-2019. |
| 15/10/2018 | Dennis Smith Jr. | Dallas active son option d'équipe de 4 463 640 $ pour la saison 2019-2020.  |

### Arrivés

#### Draft
| Date       | Joueur        | Contrat                                                 | Provenance                     |
| ---------- | ------------- | ------------------------------------------------------- | ------------------------------ |
| 09/07/2018 | Luka Dončić   | Contrat rookie de 32 467 751 $ sur 4 ans.               | Real Madrid                    |
| 15/07/2018 | Jalen Brunson | Contrat partiellement garanti de 6 112 500 $ sur 4 ans. | Wildcats de Villanova (NCAA)   |
| 20/07/2018 | Ray Spalding  | Contrat partiellement garanti de 5 721 234 $ sur 4 ans. | Cardinals de Louisville (NCAA) |

#### Agent libre
| Date       | Joueur         | Contrat                                                 | Provenance                 |
| ---------- | -------------- | ------------------------------------------------------- | -------------------------- |
| 06/07/2018 | DeAndre Jordan | Contrat de 22 897 000 $ sur 1 an.                       | Trail Blazers de Portland  |
| 06/08/2018 | Ryan Broekhoff | Contrat partiellement garanti de 2 282 306 $ sur 2 ans. | Lokomotiv Kouban-Krasnodar |
| 07/08/2018 | Devin Harris   | Contrat de 2 393 887 $ sur 1 an.                        | Nuggets de Denver          |

#### Two-way contract
| Date       | Joueur               | Provenance                      |
| ---------- | -------------------- | ------------------------------- |
| 13/07/2018 | Kóstas Antetokoúnmpo | Flyers de Dayton (NCAA)         |
| 30/07/2018 | Daryl Macon          | Razorbacks de l'Arkansas (NCAA) |

#### Camps d'entraînement
| Date       | Joueur               | Contrat                                      | Provenance                    |
| ---------- | -------------------- | -------------------------------------------- | ----------------------------- |
| 23/07/2018 | Ding Yanyuhang       | Contrat non garanti de 838 464 $ sur 1 an.   | Shandong Golden Stars         |
| 31/07/2018 | Terry Larrier        | Contrat non garanti de 838 464 $ sur 1 an.   | Huskies du Connecticut (NCAA) |
| 01/08/2018 | Codi Miller-McIntyre | Contrat non garanti de 838 464 $ sur 1 an.   | Parma Basket                  |
| 10/08/2018 | Jalen Jones          | Contrat non garanti de 1 349 383 $ sur 1 an. | Mavericks de Dallas           |
| 08/10/2018 | Rashad Vaughn        | Contrat non garanti de 1 567 007 $ sur 1 an. | Magic d'Orlando               |
| 08/10/2018 | Donte Ingram         | Contrat non garanti de 838 464 $ sur 1 an.   | Ramblers de Loyola (NCAA)     |

### Départs

#### Agents libres
| Date       | Joueur         | Nouvelle équipe ¹         |
| ---------- | -------------- | ------------------------- |
| 06/07/2018 | Seth Curry     | Trail Blazers de Portland |
| 06/07/2018 | Doug McDermott | Pacers de l'Indiana       |
| 06/07/2018 | Nerlens Noel   | Thunder d'Oklahoma City   |
| 23/07/2018 | Yogi Ferrell   | Kings de Sacramento       |
| 24/07/2018 | Jeff Withey    | Tofaş Spor Kulübü         |
| 05/09/2018 | Aaron Harrison | Galatasaray SK            |
| 10/10/2018 | Scotty Hopson  | Thunder d'Oklahoma City   |

¹ Il s'agit de l’équipe pour laquelle le joueur a signé après son départ, il a pu entre-temps changer d'équipe ou encore de pays.

#### Joueurs coupés
| Date       | Joueur            | Nouvelle équipe ¹         |
| ---------- | ----------------- | ------------------------- |
| 06/07/2018 | Kyle Collinsworth | Raptors de Toronto        |
| 13/07/2018 | Jalen Jones       | Cavaliers de Cleveland    |
| 06/08/2018 | Chinanu Onuaku    | Trail Blazers de Portland |
| 09/08/2018 | Terry Larrier     |                           |
| 31/01/2019 | Ray Spalding      |                           |

¹ Il s'agit de l’équipe pour laquelle le joueur a signé après son départ, il a pu entre-temps changer d'équipe ou encore de pays.

#### Non retenu après les camps d’entraînements
| Date       | Joueur               |
| ---------- | -------------------- |
| 08/10/2018 | Codi Miller-McIntyre |
| 08/10/2018 | Jalen Jones          |
| 11/10/2018 | Donte Ingram         |
| 11/10/2018 | Rashad Vaughn        |
| 11/10/2018 | Ding Yanyuhang       |

### Joueurs "agents libres" à la fin de la saison
| Joueur              | Fin de saison         |
| ------------------- | --------------------- |
| José Juan Barea     | Agent libre           |
| Trey Burke          | Agent libre           |
| Dorian Finney-Smith | Agent libre restreint |
| Devin Harris        | Agent libre           |
| Maximilian Kleber   | Agent libre restreint |
| Salah Mejri         | Agent libre           |
| Dirk Nowitzki       | Agent libre           |
| Kristaps Porziņģis  | Agent libre restreint |

### Options en fin de saison
| Joueur          | Fin de saison  |
| --------------- | -------------- |
| Harrison Barnes | Option joueur. |
| Dwight Powell   | Option joueur. |